# Komitee Marokkaanse Arbeiders in Nederland
Het Komitee Marokkaanse Arbeiders in Nederland (KMAN) is een belangenorganisatie van Marokkaanse werknemers in Nederland. Het is opgericht in 1975 en gevestigd in Amsterdam. Het werkt soms samen met de Internationale Socialisten. Het heeft zich in het verleden voornamelijk beziggehouden met de strijd rond illegale arbeiders, racisme en discriminatie.
Het KMAN haalde onder andere in 2003 de media door te stellen dat de dood van Driss Arbib, die bij een ruzie in een eethuis in Amsterdam door een politieagent was doodgeschoten, een racistische moord was. Naar aanleiding van de dood van Arbib richtte het KMAN samen met de Internationale Socialisten ook een "Comité tegen zinloos politiegeweld en discriminatie" op.